# Врба (Жировница)
Врба (словен. Vrba [ˈʋəɾba]) — одна из десяти деревень в муниципалитете Жировница в регионе Верхняя Крайна в Словении. Впервые упоминается в письменных источниках в 1247 году. По данным переписи 2002 года, численность населения составляет 196 человек. Словенский поэт Франце Прешерн, который родился в этой деревне, посвятил ей сонет «О Врба».

## Достопримечательности

### Дом-музей Прешерна
Дом, где родился самый значительный словенский поэт. Также в нём родился архиепископ Антон Вовк.

### Церковь
Церковь Святого Марка стоит на окраине деревни. В основе архитектуры церкви лежит романский стиль, однако есть элементы готики в апсиде и фресках XV и XVI вв. Позолоченные алтари выполнены в стиле барокко. Снаружи относительно хорошо сохранились фрески с изображением Святого Христофора, Распятия и борьбы Георгия Победоносца со змеем XV века.

### Братская могила
Врба является местом массового захоронения, связанного со Второй мировой войной. На лугу к югу от поселка и к западу от шоссе расположена братская могила «Белеева липа» (словен. Grobišče Belejeva lipa). В ней покоятся тела 20 погибших из Есенице, которые были убиты в пути из Есенице в Бегунье-на-Гореньскем.